# Афрасиаби, Салар
Сала́р Афрасиа́би (перс. سالار افراسیابی‎; 10 сентября 1991 года, Горган, Иран) — иранский футболист, полузащитник. С 2012 года выступает за мешхедский клуб «Сиях Джамеган».

## Биография
Салар Афрасиби родился 10 сентября 1991 года в иранском городе Горган. В сезоне 2013/14 дебютировал за футбольный клуб «Сиях Джамеган» в лиге Азадеган, второй по силе лиге Ирана. За два сезона 2013/14 и 2014/15 сыграл во второй лиге 39 матчей, мячей не забил. По итогам сезона 2015/16 команда Салара поднялась в высшую лигу Ирана, Про-лигу. 30 июля 2015 года дебютировал в высшей лиге в матче против команды Эстегляль. В сезоне 2015/16 вышел на поле в 17 матчах чемпионата.